# Giancarlo Serenelli
Giancarlo „Gato“ Serenelli Pellechia (* 10. Juli 1981 in Caracas) ist ein venezolanischer Automobilrennfahrer. Er wurde dreimal (2008, 2010 und 2011) Gesamtsieger der LATAM Challenge Series.

## Karriere
Serenelli begann seine Motorsportkarriere im Kartsport. Er war anschließend im Formelsport aktiv. 1997 wurde er Zweiter der venezolanischen Formel Ford 1600. 2000 und 2002 entschied er die venezolanische Formel Ford 2000 für sich. Parallel war er weiterhin im Kartsport aktiv. 2001 und 2005 startete er in Europa. Er nahm 2001 an der italienischen Formel Renault teil und trat 2005 zu vier Rennen im Formel Renault 2.0 Eurocup an. Punkte blieben ihn in den europäischen Serien verwehrt.
2006 debütierte Serenelli für Re Racing in der Formel Renault 2.0 Panam GP Series, einer Rennserie, die ihre Rennen hauptsächlich in Mexiko ausgetragen hatte. Er nahm an drei Rennen teil und wurde 19. in der Fahrerwertung. 2007 blieb Serenelli bei Re Racing und wurde mit zwei Siegen Vizemeister hinter Victor Hugo Oliveras. 2008 trat Serenelli für Re Racing in der LATAM Challenge Series an. Er gewann sieben von sechzehn Rennen und sicherte sich die Meisterschaft vor André Solano. In der folgenden Saison duellierten sich Solano und Serenelli erneut um den Gesamtsieg. Solano entschied fünf, Serenelli vier Rennen für sich. Am Saisonende unterlag Serenelli seinem Rivalen mit 318 zu 324 Punkten und wurde Vizemeister. Sein Teamkollege Gerardo Nieto war in der Saison mit sechs Siegen der Fahrer, der die meisten Rennen gewonnen hatte.
2010 entschied Serenelli fünf Rennen für sich und wurde erneut Gesamtsieger der LATAM Challenge Series. Mit 356 zu 348 entschied er ein knappes Titelduell gegen Rodolfo Camarillo für sich. 2011 gewann Serenelli zum dritten Mal den Meistertitel der LATAM Challenge Series. Er entschied 7 von 18 Rennen für sich und erzielte 268 Punkte. Damit hatte er einen großen Vorsprung auf seinen Teamkollegen und Vizemeister Christofer Ramirez, der 194 Punkte in der Endabrechnung vorzuweisen hatte. Darüber hinaus machte Serenelli Erfahrungen im Tourenwagen und startete im mexikanischen SEAT Leon Super Copa. Dort wurde er mit zwei Siegen Gesamtdritter.
Ende 2011 nahm Serenelli an Testfahrten der Auto GP World Series für Ombra Racing teil. Zur Saison 2012 entschied er sich zu einem Wechsel in die Auto GP World Series, die ihre Rennen überwiegend in Europa austrägt. Er startete für Ombra Racing. Mit einem vierten Platz als bestes Resultat belegte er den zwölften Gesamtrang. Darüber hinaus nahm er für Venezuela GP Lazarus an der Saison 2012 der GP2-Serie teil. Serenelli stieg nach dem neunten Rennwochenende aufgrund einer Schulterverletzung, die er sich beim GP2-Rennen auf dem Hockenheimring zugezogen hatte, sowie Terminüberschneidungen mit der Auto GP aus der Serie aus. In der Gesamtwertung wurde er punktelos 33.
2013 kehrte Serenelli nach Amerika zurück. Er nahm an zwei Rennen der LATAM Challenge Series teil. Darüber hinaus debütierte Serenelli 2013 für Belardi Auto Racing in der Indy Lights. Er trat zu vier Rennen an und wurde Zehnter in der Fahrerwertung.

## Statistik

### Karrierestationen
| - 1997: Venezolanische Formel Ford 1600 (Platz 2) - 2000: Venezolanische Formel Ford 2000 (Meister) - 2001: Italienische Formel Renault - 2002: Venezolanische Formel Ford 2000 (Meister) - 2005: Formel Renault 2.0 Eurocup | - 2006: Formel Renault 2.0 Panam GP Series (Platz 19) - 2007: Formel Renault 2.0 Panam GP Series (Platz 2) - 2008: LATAM Challenge Series (Meister) - 2009: LATAM Challenge Series (Platz 2) - 2010: LATAM Challenge Series (Meister) | - 2011: LATAM Challenge Series (Meister) - 2011: Mexikanischer SEAT Leon Super Copa (Platz 3) - 2012: Auto GP (Platz 12) - 2012: GP2-Serie (Platz 33) - 2013: Indy Lights (Platz 10) - 2013: LATAM Challenge Series (Platz 19) |

### Einzelergebnisse in der GP2-Serie
| Jahr | Team                 | 1   | 2   | 3   | 4   | 5   | 6   | 7   | 8   | 9   | 10  | 11  | 12  | 13  | 14  | 15  | 16  | 17  | 18  | 19  | 20  | 21  | 22  | 23  | 24  | Punkte | Rang |
| ---- | -------------------- | --- | --- | --- | --- | --- | --- | --- | --- | --- | --- | --- | --- | --- | --- | --- | --- | --- | --- | --- | --- | --- | --- | --- | --- | ------ | ---- |
| 2012 | Venezuela GP Lazarus | MAS | MAS | BRN | BRN | BRN | BRN | ESP | ESP | MON | MON | ESP | ESP | GBR | GBR | GER | GER | HUN | HUN | BEL | BEL | ITA | ITA | SIN | SIN | 0      | 33.  |
| 2012 | Venezuela GP Lazarus | 23  | 20  | 18  | 20  | 22  | 21  | 25  | DNF | 22  | DNF | DNF | 16  | 19  | 16  | 24  | DNF | 20  | 22  | INJ | INJ | INJ | INJ |     |     | 0      | 33.  |